# Orchidea bianca
Orchidea bianca (The Other Love) è un film del 1947 diretto da André De Toth e ispirato al racconto Beyond di Erich M. Remarque.

## Trama
Il medico curante ed amico di Karen Duncan – una pianista giovane ma già di fama internazionale – la convince a farsi ricoverare in un sanatorio svizzero per un periodo di cura della durata non ben definita, e per una patologia che non le viene spiegata neanche dal reticente dottor Anthony Stanton, responsabile di lei nella casa di cura. Ma la donna intuisce in fretta che il suo caso potrebbe essere grave. Infatti - nonostante la filosofia del sanatorio paia essere quella di non comunicare ai pazienti alcunché che possa metterli in agitazione rispetto al proprio stato di salute – Karen si rende conto ad esempio di come il decesso di alcuni pazienti sia accortamente occultato agli altri degenti, e di quanto i destini dei malati lì ricoverati sia spesso imprevedibile ed appeso ad un sottile filo (come nel caso di Celestine, una donna che ha incontrato e di cui si era fatta amica: pronta per le dimissioni un giorno, e morta – per sopravvenute complicazioni – il giorno dopo). 
Con questa triste consapevolezza Karen respinge le avances del dottor Anthony – dal quale era peraltro inizialmente attratta – man mano che crede di rendersi conto che il medico le impone crescenti restrizioni, ligio solo al proprio dovere professionale e non sufficientemente aperto ad una relazione amorosa. Lo respinge, quindi, nonostante le profferte amorose di lui, e decide di trascorrere il tempo che a quanto pare le resta – o ancor meglio: il tempo successivo alla sua guarigione sperata ed aspettata - in maniera spensierata: ella lascia l'ospedale e si reca, in compagnia dell'affascinante (per quanto il più delle volte perdente) corridore automobilistico Paul Clermont – appena conosciuto – a Montecarlo. Karen non racconta nulla di sé a Paul.
Nel principato monegasco – grazie anche agli stravizi del fumo e dell'alcool – la salute di Karen peggiora, ad insaputa di Paul. Frattanto Anthony rintraccia la donna, e la raggiunge. Lei lo rifiuta ancora una volta. Prima di ritirarsi, Anthony affronta Paul esponendogli senza mezzi termini la situazione e lo prega, per il suo bene, di farle cambiar aria, ad esempio in Egitto, consiglio che Paul per amore vuol metter in atto, confessando a Karen d'esser stato messo a giorno della sua salute e di provar amore e pietà per lei, turbata e dispiaciuta che lui sappia. Lei però è combattuta tra quella 'terapia' ed il sanatorio, accudita da Anthony decidendosi nottetempo per quest'ultima e, sconvolta, scappa senza un saluto a Paul e, sotto la pioggia, cerca inutilmente un taxi nella notte per raggiungere il sanatorio. Adocchiata dal croupier del casinò che la riconosce, credendola ubriaca, s'offre di cercarle un taxi poco in là ma s'acinge a concupirla con violenza. Karen, urlante e disperata, gli offre l'anello con enorme rubino regalatole da Paul ottenendone la desistenza e l'accompagnamento in sanatorio. Paul non si rassegna; intuisce e la raggiunge, affrontando a parti invertite il rivale in amore, convinto che la storia della sua salute periclitante sia una messinscena esagerata da Anthony per tenerla a sé giungendo ad opporsi al suo desiderio i vederla. Dietro insistenza incredula, Antony, comprendendone lo stato d'animo, acconsente. Alla vista di Karen sotto flebo e contornata da misure di sicurezza sanitarie, Paul inorridisce ritirandosi pregando Anthony di porgerle i propri omaggi. Anthony chiede a Karen  di sposarlo il giorno stesso, incurante di un futuro incerto ma colmo di speranza. Nel finale, Karen giace spossata ma serena e, sognante, chiede ad Antony, una volta guarita, d'insegnarle a sciare, cosa cui lui acconsente a patto che lei gl'insegni a suonar il piano come lei che, forse, si spegne sorridendo ascoltando i suoi goffi accenni alla tastiera d'una dolce melodia mentre fuori nevica nella notte.